# 글리제 742
글리제 742(GJ 742, 영어: +708247, Gliese 742, AC+70 8247)는 용자리 방향으로 지구에서 약 43광년 떨어진 곳에 있는 백색왜성이다. 백색왜성 중에서 이례적으로 밀도가 매우 높으며, 1m3당 38t의 중력이 작용한다. 이렇게 이례적으로 큰 백색왜성은 다른 백색왜성보다 빠르게 죽음을 맞이하게 된다. 1934년 카이퍼가 이 백색왜성을 발견하였다. 이 백색왜성은 최초 발견된 지 6번째로 발견된 항성이다. 이 백색왜성의 형태를 조사한 결과 DA형을 띠었다. 그러나 DA형의 스펙트럼 선이 확실하게 보이지 않아서 DA형 중에서 W형으로 지정되었다., p. 28;  1970년, 이 별이 강력한 자기장을 띠고 있으며, 그 자기장의 힘은 1억 ~ 1.5억 가우스 정도로 측정되었다. 1980년에 제이만 효과를 이용하여 수소 선이 적색 쪽으로 치우치는 적색 편이를 발견하였다. 이로써 이 별의 물리적 특징은 시리우스B와 울프 1346(일명 HD 340611)이라는 백색왜성과 직결되어 있다는 것이 밝혀졌다. 지름은 지구의 0.8배, 즉 1만 킬로미터 정도이다.